# Микільське (Аннинський район)
Микільське (рос. Никольское) — населений пункт у Аннинському районі Воронезької області Російської Федерації.
Населення становить 1159 осіб (2018). Входить до складу муніципального утворення Микільське сільське поселення.

## Історія
Населений пункт розташований у історичному регіоні Чорнозем'я. Від 1928 року належить до Аннинського району, спочатку в складі Центрально-Чорноземної області, а від 1934 року — Воронезької області.
Згідно із законом від 15 жовтня 2004 року входить до складу муніципального утворення Микільське сільське поселення.

## Населення
| 2000  | 2005  | 2010  | 2012 | 2013 | 2014  | 2015  |
| ----- | ----- | ----- | ---- | ---- | ----- | ----- |
| 1395  | ↘1286 | ↘1019 | ↘979 | ↘967 | ↗1266 | ↘1231 |
| 2016  | 2017  | 2018  |      |      |       |       |
| ↘1209 | ↘1174 | ↘1159 |      |      |       |       |